# Porsche Cayman
Porsche Cayman je sportski model njemačke marke Porsche i proizvodi se od 2005. godine u Porscheovoj tvornici u finskome Uusikaupunkiu.
On je sportski coupé s dva sjedala i središnje postavljenim motorom, a predstavlja coupé inačicu modela Porsche Boxster i proizvodi se od jeseni 2005.
Automobil je predstavljen u rujnu 2005. na salonu automobila IAA u Frankfurtu na Majni, a pokreće ga 3.4-litreni bokser motor sa šest cilindara i snagom od 295 KS koji mu omogućuje da od 0 do 100 km/h ubrza za 5.4 sekunde i postigne maksimalnih 275 km/h.

## Vanjske poveznice
|  | Zajednički poslužitelj ima još gradiva o temi Porsche Cayman |

- Porsche Hrvatska